# Стергіс (Міссісіпі)
Стергіс (англ. Sturgis) — місто (англ. town) в США, в окрузі Октіббега штату Міссісіпі. Населення — 207 осіб (2020).

## Географія
Стергіс розташований за координатами 33°20′43″ пн. ш. 89°2′45″ зх. д. / 33.34528° пн. ш. 89.04583° зх. д. (33.345164, -89.045774).  За даними Бюро перепису населення США в 2010 році місто мало площу 3,34 км², уся площа — суходіл.

## Демографія
Згідно з переписом 2010 року, у місті мешкали 254 особи в 116 домогосподарствах у складі 73 родин. Густота населення становила 76 осіб/км².  Було 133 помешкання (40/км²).
Расовий склад населення:
| - 86,6 % — білих - 12,2 % — чорних або афроамериканців - 0,4 % — азіатів |

До двох чи більше рас належало 0,8 %. Частка іспаномовних становила 0,4 % від усіх жителів.
За віковим діапазоном населення розподілялося таким чином: 15,7 % — особи молодші 18 років, 65,0 % — особи у віці 18—64 років, 19,3 % — особи у віці 65 років та старші. Медіана віку мешканця становила 43,9 року. На 100 осіб жіночої статі у місті припадало 84,1 чоловіків;  на 100 жінок у віці від 18 років та старших — 89,4 чоловіків також старших 18 років.
Середній дохід на одне домашнє господарство  становив 43 712 долари США (медіана — 45 240), а середній дохід на одну сім'ю — 51 412 долари (медіана — 46 106). Медіана доходів становила 40 625 доларів для чоловіків та 38 438 доларів для жінок. За межею бідності перебувало 54,8 % осіб, у тому числі 85,5 % дітей у віці до 18 років та 1,9 % осіб у віці 65 років та старших.
Цивільне працевлаштоване населення становило 120 осіб. Основні галузі зайнятості: роздрібна торгівля — 30,0 %, освіта, охорона здоров'я та соціальна допомога — 26,7 %, транспорт — 8,3 %, публічна адміністрація — 5,8 %.